# Euploea grandis
Euploea grandis är en fjärilsart som beskrevs av Moore 1883. Euploea grandis ingår i släktet Euploea och familjen praktfjärilar. Inga underarter finns listade i Catalogue of Life.